# Холбек
Холбек (дан. Holbæk) је значајан град у Данској, у источном делу државе. Град је у оквиру покрајине Сјеланд, где са околним насељима чини једну од општина, општину Холбек. Данас Холбек има око 27 хиљада становника у граду и око 70 хиљада у ширем градском подручју.

## Природни услови
Холбек се налази у источном делу Данске. Од главног града Копенхагена, град је удаљен 70 километара западно.
Рељеф: Град Холбек се налази у средишњем делу данског острва Сјеланд. Градско подручје је покренуто за данске услове. Надморска висина средишта града креће се од 0 до 30 метара.
Клима: Клима у Холбеку је умерено континентална са утицајем Атлантика и Голфске струје.
Воде: Холбек се образовао на крају залива Исе, дела Северног мора.

## Историја
Подручје Холбека било је насељено још у доба праисторије. Данашње насеље први пут се спомиње око 1199. г.
И поред петогодишње окупације Данске (1940-45.) од стране Трећег рајха Холбек и његово становништво нису много страдали.

## Становништво
Данас Холбек има око 27 хиљада у градским границама и око 70 хиљада са околним насељима.
Етнички састав: Становништво Холбека је до пре пар деценија било било готово искључиво етнички данско. И данас су етнички Данци значајна већина, али мали део становништва су скорашњи усељеници.

## Збирка слика
- Главна улица Ахл
- Главни градски трг
- Стари део града
- Народна банка у Холбеку